# Chabarovsk
Chabarovsk (rusky Хабаровск) je město v Rusku, hlavní a největší město Chabarovského kraje. Je největším městem na ruském Dálném východě. Žije zde přibližně 616 tisíc obyvatel.
Město leží na soutoku řek Amur a Ussuri. Od Moskvy je po Transsibiřské magistrále vzdáleno 8523 km, zatímco vzdušnou čarou to je 6100 km. Do Vladivostoku je z Chabarovska 766 km. Státní hranice s Čínou je vzdálená jen 20 km.

## Historie
Chabarovsk byl založen roku 1858 a pojmenován po ruském badateli, Jerofeji Pavloviči Chabarovovi. Kulturní život se zde rozvíjí již od roku 1894, když bylo v Chabarovsku založeno oddělení Ruské geografické společnosti. Vzniklo zde několik muzeí (např. v Chabarovském muzeu umění jsou vystaveny ruské ikony).
Po bolševické revoluci byla v roce 1918 ustanovena lidovou komisařkou Chabarovské rady Alexandra Kimová. V dobách Sovětského svazu nebyl Chabarovsk na rozdíl od Vladivostoku pro zahraniční návštěvníky uzavřeným městem. V Chabarovsku se narodil pozdější severokorejský diktátor Kim Čong-il.
Po konci komunistické vlády v roce 1991 a ustavení Ruské federace jako nástupnického státu Sovětského svazu došlo v Chabarovsku k rozmachu soukromého podnikání. Byly zde otevřeny početné soukromé obchody, mnohé z nich se spolupodílníky z Číny nebo z Japonska.
V roce 1992 město dosáhlo počtu 614 000 obyvatel. Do roku 2016 tento počet mírně klesl na 611 160 lidí.

## Doprava
Přes město prochází železniční Transsibiřská magistrála, která je přes Komsomolsk na Amuru spojena s Bajkalsko-amurskou magistrálou. Roku 1972 bylo otevřeno Letiště Novyj.
Městskou dopravu zajišťují tramvaje, trolejbusy, autobusy a maršrutky. O metru nebylo uvažováno.

## Slavní rodáci
- Pjotr Dubrov (* 1978)  - ruský inženýr a kosmonaut
- Jekatěrina Koněvová (* 1988) - ruská atletka
- German Kontojev (* 1971) - ruský zápasník ve volném stylu
- Valentina Legkostupovová (1965-2020) - ruská popová zpěvačka
- Alexandr Šilov (* 1994) - ruský sportovní lezec
- Jefim Izakovič Zelmanov (* 1955) - ruský matematik

## Partnerská města
- Niigata, Japonsko (1965)
- Portland, Spojené státy americké (1988)
- Charbin, Čína (1993)
- Pučchon, Jižní Korea (2002)
- San-ja, Čína (2011)

Od roku 1990 byla partnerským městem i kanadská Victoria, která ale v březnu 2022 pozastavila partnerství s Chabarovskem v reakci na ruskou invazi na Ukrajinu.

## Zahraniční konzuláty
V Chabarovsku se nachází konzuláty těchto států:
- Čína
- Japonsko
- Severní Korea
- Kyrgyzstán